# Wieruszkorumieniak niebieskawy

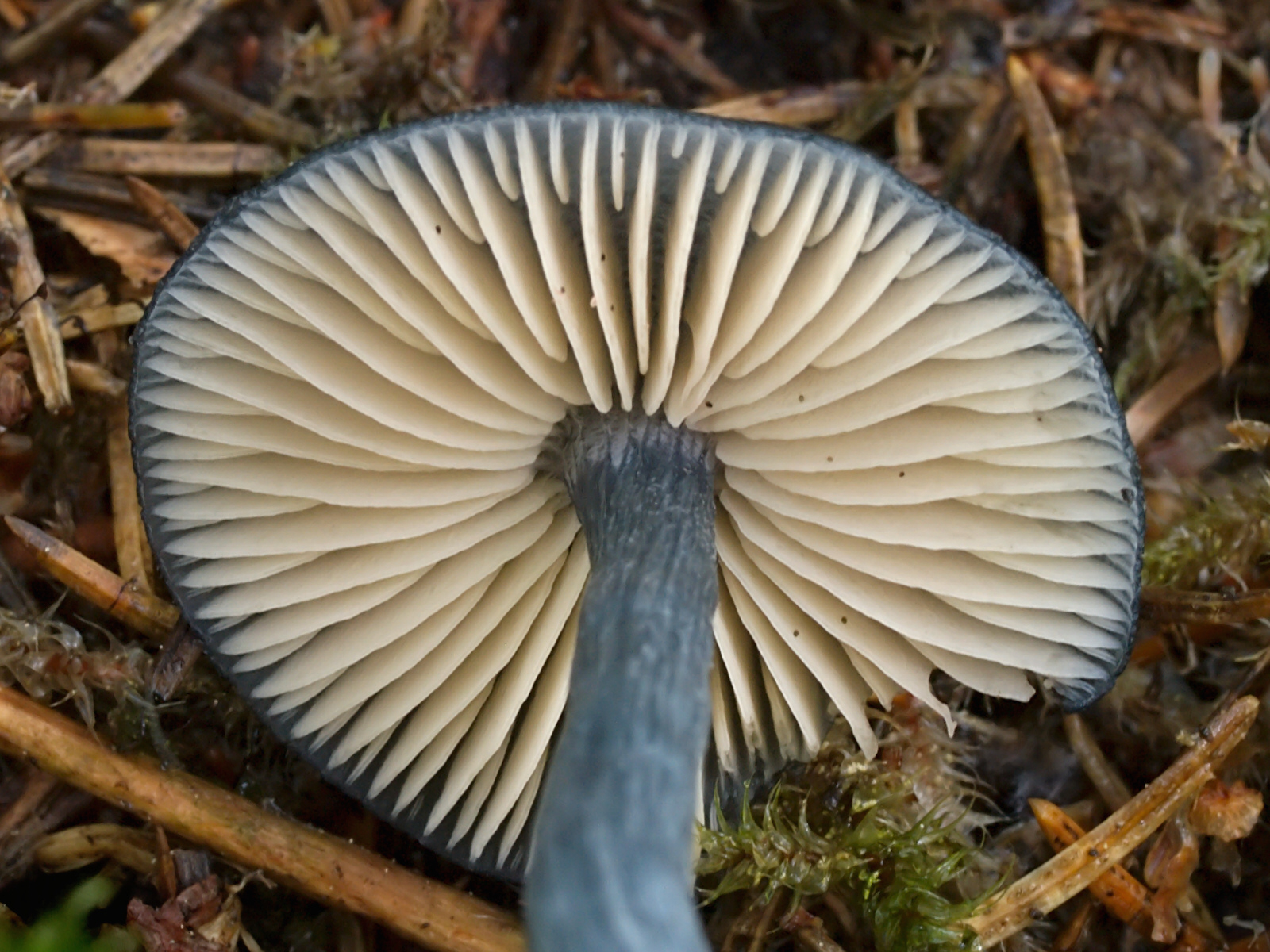

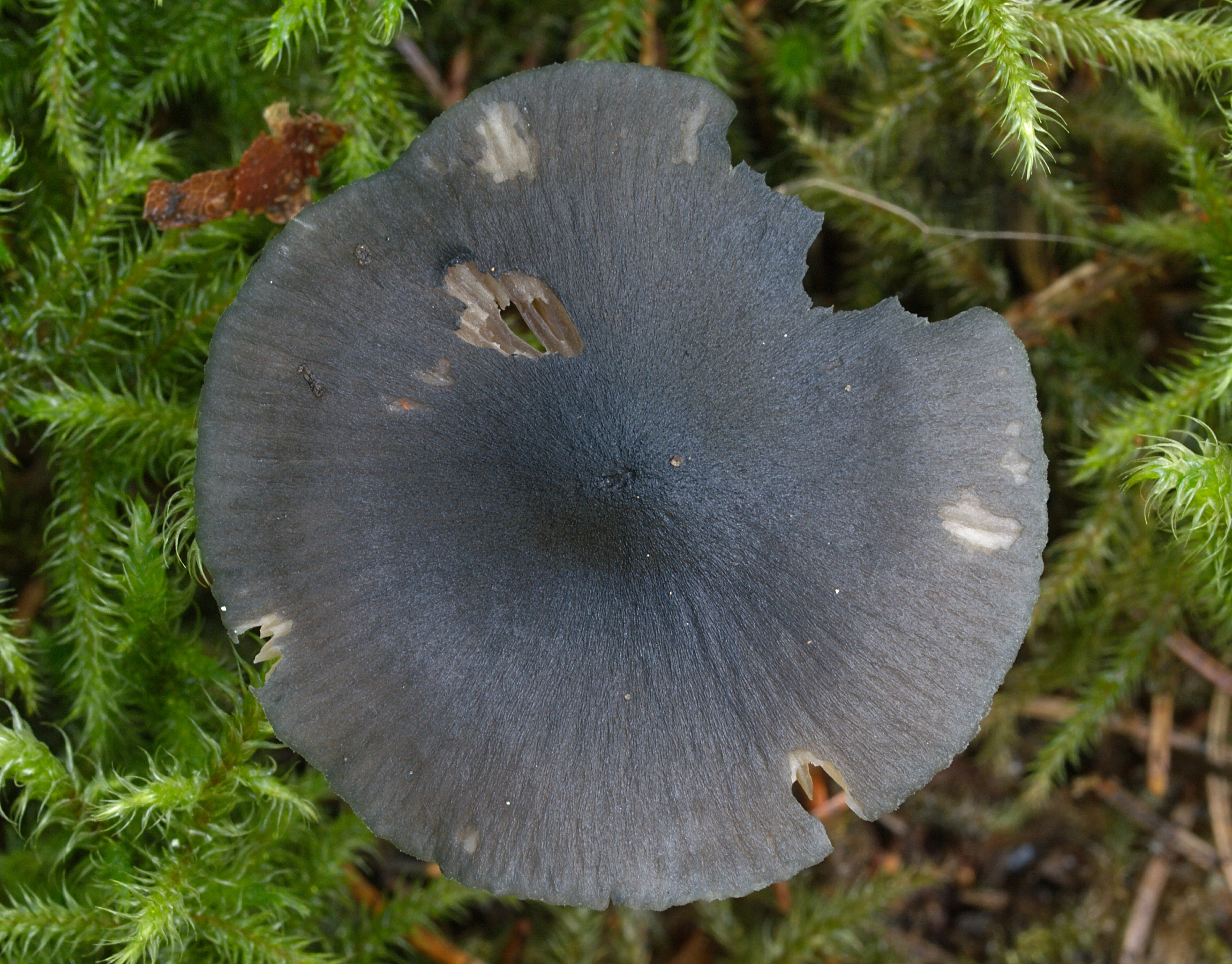

Wieruszkorumieniak niebieskawy, dzwonkówka niebieskawa (Entocybe nitida (Quél.) T.J. Baroni, Largent & V. Hofst.) – gatunek grzybów z rodziny dzwonkówkowatych (Entolomataceae).

## Systematyka i nazewnictwo
Pozycja w klasyfikacji według Index Fungorum: Entoloma, Entolomataceae, Agaricales, Agaricomycetidae, Agaricomycetes, Agaricomycotina, Basidiomycota, Fungi.
Po raz pierwszy opisał go w 1883 r. Lucien Quélet, nadając mu nazwę Entoloma nitidum. Obecną, uznaną przez Index Fungorum nazwę nadali mu T.J. Baroni, Largent & V. Hofst. w 2011 r. Synonimy:
- Entoloma nitidum Quél. 1883
- Rhodophyllus nitidus (Quél.) Quél. 1886

Nazwę zwyczajową zaproponował Władysław Wojewoda w 2003 r. Po przeniesieniu gatunku do rodzaju Entocybe nazwa ta stała się niespójna z nazwą naukową. W 2025 r. Komisja ds. Polskiego Nazewnictwa Grzybów Polskiego Towarzystwa Mykologicznego zarekomendowała nazwę wieruszkorumieniak niebieskawy, która jest spójna z nową nazwą naukową.

## Morfologia
Kapelusz
Średnica 2–5 cm, początkowo stożkowaty, potem kolejno stożkowato-dzwonkowaty z wybrzuszeniem, niskołukowaty i rozpostarty. Brzeg początkowo podwinięty, potem prosty, na koniec nieco podniesiony. Kapelusz starszych okazów promieniście poszarpany. Nie jest higrofaniczny. Powierzchnia jedwabiście błyszcząca, przy brzegu z delikatnymi promienistymi włókienkami. Barwa ciemnoniebieska, stalowoniebieska lub niebieskoczarna, u starszych okazów na wierzchołku blednąca do szarej.
Blaszki
W liczbie 28–32 z międzyblaszkami (zwykle l=1–3, czasami do 7), średniogęste, wąsko przyrośnięte lub prawie wolne, początkowo białawe, potem różowe. Ostrza tej samej barwy.
Trzon
Wysokość 3–8,5 cm, grubość 2–5,5 mm, cylindryczny, często wygięty i zwężający się ku podstawie, czasem prawie korzeniasty, początkowo pełny, potem pusty. Powierzchnia tej samej barwy co kapelusz, lub nieco jaśniejsza, przy podstawie biaława lub żółtawa, podłużnie pokryta włókienkami, czasem skręconymi.
Miąższ
Pod skórką niebieski, wewnątrz białawy, kruchy. Zapach słaby, grzybowy.
Cechy mikroskopowe
Zarodniki w widoku z boku tępokanciaste, 6-8-kątowe, o wymiarach (6,0–) 6,5–9,0 × (6,0–) 6,5–7,5 (–8,0) μm. Podstawki 24–36 × 7,5–12,5 μm, 4-zarodnikowe, ze sprzążkami. Cystyd brak. Strzępki skórki cylindryczne, o szerokości 2–6 μm. Warstwa pod skórka dobrze rozwinięta, złożona z nabrzmiałych strzępek o rozmiarach 25–60 (–80) × 20–25 μm. Strzępki skórki i górnej warstwy tramy kapelusza zawierają wewnątrzkomórkowy niebieski pigment. W strzępkach duże sprzążki.
Gatunki podobne
Smukły pokrój, trwały niebieski kolor, a także siedlisko (lasy iglaste i mieszane) odróżniają Entocybe nitida od blisko spokrewnionych dzwonkówek. Podobna dzwonkówka szarofioletowa (Entoloma bloxamii) odróżnia się m.in. mącznym zapachem.

## Występowanie i siedlisko
Entocybe nitida w Europie jest szeroko rozprzestrzeniona. Poza Europą podano tylko dwa miejsca jej występowania: w Ameryce Północnej (Alaska i stan Waszyngton w USA) oraz na Nowej Zelandii. W Polsce rozprzestrzenienie i częstość występowania nie są dokładnie znane. W piśmiennictwie naukowym do 2003 r. podano 3 stanowiska. Aktualne stanowiska podaje internetowy atlas grzybów.
Występuje głównie w lasach iglastych na próchnicznym podłożu z mchami i trawą, rzadko wśród liści. Spotykana także na torfowiskach. Owocniki pojawiają się od lipca do września. W Polsce notowana także w lasach mieszanych, zwłaszcza pod sosnami i jodłami.

## Znaczenie
Dzwonkówki uważano za grzyby saprotroficzne, jednak badania naukowe przeprowadzone w 2006 r. wykazały, że Entocybe nitida tworzy ektomykoryzę z grabem zwyczajnym (Carpinus betulus). Stwierdzono również, że ma ona wiele wspólnych cech z dzwonkówką trującą (Entoloma sinuatum) i dzwonkówką tarczowatą (Entoloma sericeum), u których już wcześniej wykazano ektomykoryzę.
Jest grzybem trującym.